# When Legends Rise
When Legends Rise ist das siebte Studioalbum der US-amerikanischen Rockband Godsmack. Es erschien am 27. April 2018 über BMG Rights Management.

## Entstehung
Im September 2016 trennten sich Godsmack von ihrem langjährigen Plattenlabel Republic Records und unterzeichneten einen neuen Vertrag bei BMG. Ein Jahr später sollte eigentlich ein neues Album erscheinen, jedoch kündigte Sänger Sully Erna an, dass das neue Studioalbum nicht vor 2018 erscheinen würde. Die Band strebte ein zeitliches Zusammenfallen des neuen Werkes mit den 20-jährigen Jubiläum des Debütalbums All Wound Up an. Im Januar 2017 begann die Band mit dem Songwriting. Laut Sully Erna haben einige der neuen Lieder einen kommerzielleren Aspekt als frühere Titel. Seit ihrem Debütalbum wären 20 Jahre vergangen und es würde eine neue Generation aufwachsen, die die Band jetzt erst entdecken würde.

„Wir können weiterhin dasselbe Album aufnehmen, aber wir hätten dann das gleiche Ergebnis. Wir wollen unsere Fangemeinde vergrößern ohne unser Kernpublikum zu entfremden.“

Weiterhin bezeichnete Sully Erna das Album als komplette Wiedergeburt und als bewusste Entscheidung zu experimentieren und neue Klänge zu entdecken. Teilweise entstanden die neuen Lieder in A-cappella-Versionen, zu denen später die Musik entstand. Einige Ideen entwickelten sich, nachdem Sully Erna am Schlagzeug spielte. Mit Under Your Scars veröffentlichten Godsmack die erste Ballade der Bandgeschichte. Sully Erna verglich das Lied mit klassischen Rockballaden wie Dream On von Aerosmith oder November Rain von Guns n’ Roses. Insgesamt wurden 20 Lieder für das Album geschrieben, von denen schließlich elf auf dem Album verwendet wurden.
Aufgenommen wurde das Album im Herbst 2017 im bandeigenen Hauptquartier GSHQ in Derry. Produziert wurde das Album von Sänger Sully Erna und Erik Ron, der zuvor mit Bands wie Panic! at the Disco oder Saosin gearbeitet hat. Einige Lieder wurden von Erik Ron, dem Goldfinger-Sänger John Feldmann und dem Sevendust-Gitarristen Clint Lowery mitgeschrieben. Bei dem Lied Unforgettable treten einige Schüler der Derry Middle School als Gastsänger auf. Weitere Gastmusiker sind die Bulgarinnen Irina Chirkova und Zvezdelina Haltakova, die bei dem Lied Under Your Scars Cello bzw. Geige spielen.
Für das Lied Bulletproof wurde ein Musikvideo gedreht, bei dem die Sänger Billy Ray Cyrus und Sebastian Bach (ex-Skid Row) sowie der aus der TV-Serie Overhaulin’ bekannte Chris Jacobs einen Gastauftritt haben. Weitere Musikvideos wurden für das Titellied erstellt, das Spielszenen des NFL-Teams New England Patriots enthält sowie für das Lied Unforgettable.

## Hintergrund
Das Titellied When Legends Rise bezieht sich auf den Werdegang der Band, die bereits seit 1995 besteht. Laut Sully Erna hat die Band einen erstaunlichen Weg mit allen Höhen und Tiefen hinter sich und konnte alle schwierige Zeiten durch Alkohol und Egos überwinden. Erna verglich die Band mit dem mythologischen Phönix, der aus der Asche emportsteigt. Bulletproof bezieht Sully Erna auf seine Texte, in denen er über Dinge schreibt, die ihn emotional berühren. Auch wenn ihm diese Dinge zeitweise peinlich wären, wäre es besser über diese Dinge zu schreiben, anstatt sie für sich zu behalten, um dann noch mehr Schmerz zu erfahren. Die Achtlosigkeit anderer Leute, die sich teilweise über Erna lustig machen, würden ihn abhärten.
Den Text zu Bulletproof schrieb Sully Erna nach einem für ihn schockierenden Ende einer Beziehung. Unforgettable bezieht sich auf die Organisation C.A.T.S., die sich um Jugendliche kümmert und von Sully Erna unterstützt wird. Under Your Scars bezieht sich auf Erfahrungen aus alten Beziehungen, die Menschen in neuen Beziehungen hineintragen und ihrem neuen Lebenspartner zunächst reserviert gegenüber stehen. Laut Sänger Sully Erna war lange unklar, ob dieses Lied ein Rocksong oder eine Ballade werden sollte.

## Rezeption

### Rezensionen
Für Conny Schiffbauer vom deutschen Magazin Rock Hard erhielt das „Alternative-Hardrock-Schlachtschiff“ Godsmack durch das Mitwirken der externen Songwriter „einen soundmäßigen Frühjahrsputz, was dem Gesamtwerk gut tut“. Das Titellied und die erste Single Bulletproof als Ohrwürmer. Da sich in der zweiten Hälfte des Albums „einige Durchschnittsnummern“ befinden gab Schiffbauer „nur“ acht Punkte, generell gingen Godsmack „mit einem breiter aufgestellten Songwriting den richtigen Weg“.
Matthias Weckmann vom deutschen Magazin Metal Hammer hingegen kritisierte, dass das von Godsmack präsentierte „Update ihrer Kunst sicher nicht jeder Fans Sache ist“. Die „bisherige Giftigkeit“ früherer Alben, hervorgegangen wegen der „scheppernden Drums“, ginge auf When Legends Rise „völlig ab“. Sully Erna würde jetzt in Tonlagen singen, die „auf ein Mainstream-Publikum zielen, die Rock-Töne aus dem Küchenradio kennt“. Die „Grundessenz wäre dieselbe geblieben, aber die Verpackung wirkt matt“, wofür Weckmann drei von sieben Punkte vergab.

### Chartplatzierungen
| ChartsChartplatzierungen       | Höchstplatzierung | Wochen |
| ------------------------------ | ----------------- | ------ |
| Deutschland (GfK)              | 21 (5 Wo.)        | 5      |
| Österreich (Ö3)                | 12 (2 Wo.)        | 2      |
| Schweiz (IFPI)                 | 28 (2 Wo.)        | 2      |
| Vereinigte Staaten (Billboard) | 8 (7 Wo.)         | 7      |

Die Singles Bulletproof, When Legends Rise, Under Your Scars und Unforgettable erreichten jeweils Platz eins der US-amerikanischen Billboard-Mainstream-Rock-Songs-Charts. Damit schafften es Godsmack als erst vierte Band, vier Nummer-eins-Hits auf einem Studioalbum zu haben.

### Auszeichnungen für Musikverkäufe
| Land/Region               | Auszeichnungen für Musikverkäufe (Land/Region, Auszeichnung, Verkäufe) | Verkäufe |
| ------------------------- | ---------------------------------------------------------------------- | -------- |
| Vereinigte Staaten (RIAA) | Gold                                                                   | 500.000  |

Die Single Bulletproof wurde in den Vereinigten Staaten im Mai 2019 mit einer Goldenen Schallplatte ausgezeichnet. Im Oktober 2020 erhielt die Single dann Platin. Darüber hinaus war Bulletproof im Jahre 2018 das meistgespielte Lied im US-amerikanischen Rock-Radio. Im September 2021 wurden die Singles When Legends Rise und Under Your Scars jeweils mit einer Goldenen Schallplatte geehrt.
Das US-amerikanische Onlinemagazin Loudwire führte When Legends Rise auf Platz sieben der 30 besten Hard-Rock-Alben des Jahres 2018. Bei den iHeartRadio Music Awards 2019 wurden Godsmack in der Kategorie Rock Artist of the Year und das Lied Bullet Proof in der Kategorie Rock Song of the Year nominiert, der Preise gingen jedoch an Three Days Grace bzw. Greta Van Fleet.